# Преображенська церква (Старочеркаська)
 Преображенська церква  (рос. Преображенская церковь) — одна з архітектурних пам'яток станиці Старочеркасской (Ростовська область) — перша на Дону кам'яна церква в Старочеркасске. Ця церква — другий за давнину храм Черкаська. Була зведена на місці згорілої дерев'яної Іллінської церкви, тими ж московськими майстрами, що будували і дзвіницю Воскресенського собору.

## Історія
Преображенська знаходиться поруч з Ратним кладовищем. Воно відоме тим, що тут поховані донські герої. Назву церква дістала з Ратного урочища, де збиралися козацькі війська перед походами. З історичних джерел відомо, що в 1673 році на пагорбах трохи північніше Черкаська був побудований полковником і інженером Альбрехтом Шневецом «Ратний» містечко з населенням близько 6000 чоловік. Причиною утворення поселення стало об'єднання донських козаків та російського війська у боротьбі проти турків в Азові. По закінченню догляду в 1677 році війська з гарнізону, на місці поселення утворилося кладовище. 
В 1701 році була зведена Ратна церква на честь Іллі Пророка з граничними межами Фрола і Лавра. З 1735 року церква стала вказуватися на картах Черкаська. За указом Єлизавети від 31 травня 1744 року в Черкасске починається будівництво кам'яної церкви. Дзвіниця церкви збудована у 1751 році . Учасниками будівництва стали 1 майстер, 8 мулярів і 2 штукатура. При будівництві було привезено 200 пудів (3 276 кг) міді і олова для виготовлення дзвонів у Воронежі. Церква за деякими джерелами згоріла при пожежі 12 серпня 1744 року. Згорілої кам'яною церквою, названої в документі вказується Собор. Вогонь охопив Ратненскую церква, яка перебувала за межами міста, яка визначається кріпосними стінами. У 1748 році був черговий пожежа. До 1781 році церква була відновлена. 
До теперішнього часу інтер'єр церкви не зберігся. За розповідями очевидців там був різьблений золоченный іконостас. Покрівля була реставрована влітку 1790 року. Роботи з іконостасу та виготовлення решіток почалися в 1792 році. Храм підтоплювався в 1917 році. Вода в той час піднімалася на 50 см. За радянської влади у 1972-1979 рр. реставратори професіонали, провели велику роботу, відновили храм на березі Дону. В наш час храм почали реставрувати з 2005 року. 